# Banco Popular Español
Il Banco Popular Español (BPE),  meglio conosciuto come Banco Popular o semplicemente Popular,  era il sesto maggior istituto bancario della Spagna fondato nel 1926 e acquisito nel giugno  2017 per la cifra simbolica di un euro dal Banco Santander, colpendo migliaia di azionisti a causa del fallimento. Aveva sede a Madrid.
È stata la banca che ha guidato l'attività delle PMI spagnole, dove deteneva una quota di mercato del 18% nel 2017. Al 31 dicembre 2017, il patrimonio del Banco Popular ammontava a 113.137 milioni di euro, contava 1.416 uffici e 9.066 dipendenti. Al 31 dicembre 2016 i clienti erano 4,6 milioni.
È stata quotata alla Borsa di Madrid (POP) e ha fatto parte dell'IBEX 35 fino al 7 giugno 2017, quando la CNMV ne ha sospeso la quotazione. Il 28 settembre 2018 è stata completata l'incorporazione del Banco Popular da parte del Banco Santander ed è scomparso come persona giuridica. Il 13 e 14 luglio 2019 è stata completata l'integrazione dell'intera rete del Banco Popolare. Ciò ha segnato la fine definitiva del marchio Popular dal punto di vista commerciale.

## Storia
Nel 1926, l'ingegnere minerario e politico del partito conservatore Emilio González-Llana Fagoaga fondò il Banco Popular de los Previsores del Porvenir, con un capitale di dieci milioni di pesetas. Il suo obiettivo era "garantire a coloro che si avvalgono dei suoi servizi le maggiori agevolazioni in ogni genere di questioni economiche e bancarie", effettuando "tutte le operazioni che, come peculiari delle società di credito, sono determinate nell'attuale Codice di Commercio". Il 15 giugno di quell'anno, fu offerta al pubblico la sottoscrizione delle azioni del fondatore della banca, dopo che lo avevano fatto il re Alfonso XIII e la sua famiglia.  La sede della banca è stata inaugurata a Madrid il 14 ottobre, alla presenza del re e del governo.
Negli anni '40 il Banco Popular tentò di farsi strada in Catalogna acquisendo la Banca Arnús, ma alla fine questa finì nelle mani della Banca Centrale di Ignacio Villalonga. A sua volta, nel 1944, il Gruppo Millet guidato dall'industriale catalano Fèlix Millet i Maristany prese il controllo del Banco Popular. Félix Millet, di profonde convinzioni religiose, ebbe come braccio destro il soprannumerario dell'Opus Dei Juan Manuel Fanjul Sedeño, attraverso il quale i membri dell'Opus Dei iniziarono ad accedere a posizioni di potere all'interno della banca.
Nel 1947, il presidente cambiò il nome della banca in Banco Popular Español (BPE).

## L'acquisizione da parte del Banco Santander
Il 7 giugno 2017, dopo la risoluzione della banca da parte del meccanismo unico europeo di risoluzione degli enti bancari perché considerata non redditizia, Banco Santander ha acquistato la banca all'asta al prezzo di un euro; la banca è così entrata a far parte del Gruppo Santander. L'acquisizione è avvenuta dopo che il Banco Pupular, i cui conti erano pesantemente gravati da asset immobiliari, aveva perso negli ultimi giorni più del 50% del suo valore in borsa e aveva "subito un significativo deterioramento della sua posizione di liquidità". Gli azionisti di Popular persero il 100% del loro investimento, dando origine a numerose cause giudiziarie. Sempre in giugno il Banco Santander nominò  Rodrigo Echenique presidente.
Il 13 luglio 2017, Banco Santander annunciò di aver deciso di risarcire i piccoli investitori del Banco Popular offrendo al 99% dei clienti e dei dipendenti della banca che avevano partecipato all'aumento di capitale del 2016 e che avevano investito meno di 100.000 euro, la possibilità di recuperare integralmente il proprio investimento in sette anni. Per fare ciò vennero emessi fino a 980 milioni di euro in “buoni fedeltà” e le persone colpite dovettero rinunciare ad intraprendere azioni legali.
Pochi giorni più tardi, l'8 agosto 2017, il Banco Santander annunciò la più grande operazione immobiliare privata nella storia della Spagna, a seguito dell'accordo di vendita del 51% del patrimonio immobiliare del Banco Popular al fondo Blackstone per oltre 5.000 milioni di euro. Dopo il perfezionamento della vendita, Blackstone assunse la gestione degli asset integrati nella nuova joint venture, di cui Popular controllava il 49%. Il valore contabile lordo degli asset ammontava a 30 miliardi di euro. L'operazione si concluse nel marzo 2018.
Nel dicembre 2017, il Banco Santander, dopo aver già inglobato alcune delle filiali estere del Banco Popular, cedette la filiale statunitense del Popular, TotalBank, al Banco de Crédito e Inversiones (BCI) cileno per 528 milioni di dollari (444 milioni di euro).
Il 24 aprile 2018 la decisione con cui il Banco Popular fu incorporato nel Banco Santander. Il 28 settembre 2018 il Banco Popular scomparve come soggetto giuridico. Un anno dopo, nel luglio 2019, fu completata l'integrazione dell'intera rete Popular. Ciò segnò la fine definitiva del marchio Popular dal punto di vista commerciale.
Il 16 maggio 2023, la Corte Suprema ha ratificato la multa che la Commissione Nazionale del Mercato dei Titoli (CNMV) ha inflitto nel 2019 al Banco Popular per aver frodato la retribuzione dei suoi amministratori nei rapporti dal 2013 al 2016. La banca ha nascosto che due dei suoi amministratori dovevano incassare una pensione di 15,6 milioni e 14,6 milioni.

## Struttura
Il gruppo, fondato nel 1926 a Madrid, si componeva di:
- Una banca nazionale con il marchio Banco Popular Español.
- Cinque banche locali: Banco de Andalucía, Banco de Castilla, Banco de Crédito Balear, Banco de Vasconia, Banco de Galicia.
- Una banca ipotecaria: Banco Popular Hipotecario.
- Una banca presente in Francia: Banco Popular France.
- Una banca presente in Portogallo: Banco Popular Portugal.
- Una banca online: bancopopular-e.com.
- Uffici di rappresentanza in: Belgio, Cile, Germania, Hong Kong, Caracas, Marocco, Paesi Bassi, Svizzera (Ginevra e Zurigo), Londra.